# Vinko Česi
Vinko Česi (Koprivnica, Brežanec 1937. – Nespeš 1999.), hrvatski književnik, novinar i publicist. 
Gimnaziju završio u Koprivnici (1956. ), zatim izvanredno studirao na Pravnom fakultetu u Zagrebu. Od 1957. honorarni je, potom od 1958. stalni suradnik koprivničkog Glasa Podravine, a 1961. postaje njegov glavni i odgovorni urednik te direktor. Godine 1961. dopisnik je Vjesnika iz Koprivnice, 1962. do 1968. iz Pule, a potom novinar njegove unutrašnjopolitičke rubrike te urednik te pomoćnik glavnog i odgovornog urednika. Od 1976. do 1986. glavni je i odgovorni urednik časopisa Arena, potom do 1989. zamjenik glavnog i odgovornog urednika te urednik njezina inozemnog izdanje, a zatim urednik Novog izbora. Surađivao u godišnjaku Podravski zbornik. U Večernji list došao je iz tog tjednika 1991. godine na mjesto zamjenika tadašnjega glavnog urednika Ive Lajtmana, a nakon Lajtmanove smrti kratko vrijeme bio je i v.d. glavnog urednika Večernjeg lista. Potkraj 1993. godine iz Večernjaka je otišao u mirovinu, ali je nastavio pisati.
Objavio je knjige "Vincekovo" (1996.) i "Žarki se zgasil dan" (1995.). Redovito je pisao književne priloge "Podravski zapisi" i "Prigorski zapisi". Utjecao je na kulturni život Koprivnice i grada Sveti Ivan Zelina te osobito propagirao nekoliko hrvatskih županija (posebice Koprivničko-križevačka županija i Zagrebačka županija).